# Sydney Brenner

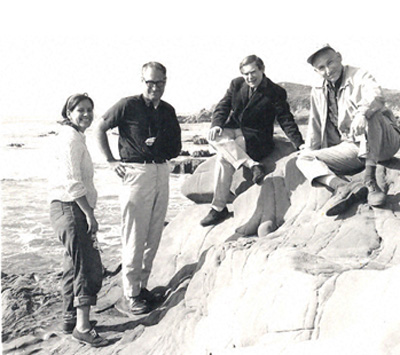
Esther Lederberg, Gunther Stent, Sydney Brenner und Joshua Lederberg, 1965

Sydney Brenner CH (* 13. Januar 1927 in Germiston, Südafrikanische Union; † 5. April 2019 in Singapur) war ein britischer Biologe.
Er war vor allem als Entwicklungsbiologe tätig und erhielt 2002 zusammen mit H. Robert Horvitz und John E. Sulston den Nobelpreis für Medizin und Physiologie. Geehrt wurden die Forscher für ihre Arbeit auf dem Gebiet der „genetischen Regulation der Organentwicklung und des programmierten Zelltods“.
1961 war er Mitentdecker der messenger RNA (mRNA).

## Leben
Sydney Brenner wurde als Sohn jüdischer Emigranten in Germiston geboren. Sein Vater war 1910 aus Litauen (damals Russisches Kaiserreich) und seine Mutter war 1922 aus Lettland nach Südafrika emigriert. Der Vater, der nicht lesen und schreiben konnte, aber im Laufe seines Lebens fünf Sprachen gelernt hatte (Jiddisch, Russisch, Englisch, Afrikaans und isiZulu), betrieb eine kleine Schusterwerkstatt. Eine Kundin wurde auf seinen Sohn Sydney aufmerksam und überredete den Vater, ihn in ihren Kindergarten zu schicken, wo er sich bald als begabt erwies und später sehr gute schulische Leistungen zeigte, so dass er mehrere Schulklassen überspringen konnte. Im Alter von nur 15 Jahren schloss er im Dezember 1941 die High School in Germiston ab. In der dortigen Bibliothek hatte er sein Interesse an den Naturwissenschaften entdeckt und er begann – ausgestattet mit einem Stipendium des Stadtrats von Germiston – 1942 ein Studium der Medizin und der Naturwissenschaften an der Universität Witwatersrand in Johannesburg. 1951 schloss er das Studium mit einem Bachelor of Medicine, Bachelor of Surgery (MB BCh) ab. Er hatte inzwischen den Entschluss gefasst, Forscher und nicht praktischer Arzt werden zu wollen, und bewarb sich auf Anraten seiner akademischen Mentoren bei Cyril Norman Hinshelwood, dem Professor für Physikalische Chemie an der Universität Oxford, der Interesse an der Anwendung physikalisch-chemischer Prinzipien im Feld der sich entwickelnden Zellbiologie hatte. Hinshelwood akzeptierte Brenner als Doktoranden und dieser wurde 1954 in Großbritannien am Exeter College der Universität Oxford promoviert.
Nach einer kurzen Zeit in einem chemischen Laboratorium wechselte er 1956 an das MRC Laboratory of Molecular Biology in Cambridge/England. Dort widmete er sich der Molekularbiologie und ab 1957 vor allem der Erforschung der Erbsubstanz (DNA) und wurde im Jahre 1979 auch Leiter der entsprechenden Abteilung. Sieben Jahre später wurde er Direktor der molekulargenetischen Abteilung des Instituts, dessen Leitung er bis 1991 innehatte. Von 1996 bis 2000 forschte er als Präsident und Wissenschaftsdirektor am Salk Institute La Jolla und am von ihm gegründeten Molecular Sciences Institute in Berkeley, Kalifornien.
1975 gehörte er zu den Organisatoren der Asilomar Conference on Recombinant DNA, eine internationale wissenschaftliche Tagung, um über die potenziellen biologischen Gefahren der Gentechnik und über deren Regulierung zu diskutieren.
Von 2005 bis 2011 war er Präsident der „Promotion Corporation“ des japanischen Okinawa Institute of Science and Technology (OIST); bei der Gründung des OIST, einer Graduiertenuniversität, spielte er eine wichtige Rolle.
Bis zu seinem Tod war er am Salk Institute, am Janelia Research Campus und am Howard Hughes Medical Institute tätig.
Brenner etablierte den Fadenwurm Caenorhabditis elegans als Modellorganismus und studierte dessen Organentwicklung und die Entwicklung des Nervensystems. Mit Hilfe von C. elegans wurden auch die ersten Gene, die bei der Apoptose eine wichtige Rolle spielen, beschrieben. Bereits in den 1960er Jahren hatte er zur Aufklärung des genetischen Codes beigetragen, als er zusammen mit Kollegen die Frameshift-Mutationen entdeckte.
Brenner initiierte die erste Gensequenzierung eines Kopffüßers (Octopus bimaculoides), die 2015 abgeschlossen wurde.

## Auszeichnungen und Mitgliedschaften
- 1966: Mitglied der American Academy of Arts and Sciences
- 1970: Gregor-Mendel-Medaille der Deutschen Akademie der Naturforscher Leopoldina
- 1970: Mendel Medal der Genetics Society
- 1971: Albert Lasker Award for Basic Medical Research
- 1974: Royal Medal der Royal Society
- 1975: Prix Charles-Léopold Mayer
- 1975: Mitglied der Deutschen Akademie der Naturforscher Leopoldina, seit 2008 Nationale Akademie der Wissenschaften[6]
- 1977: Mitglied der National Academy of Sciences
- 1978: Gairdner Foundation International Award
- 1979: Mitglied der American Philosophical Society[7]
- 1986: Order of the Companions of Honour
- 1987: Genetics Society of America Medal
- 1988: Auswärtiges Wissenschaftliches Mitglied der Max-Planck-Gesellschaft
- 1989: Mitglied der Academia Europaea
- 1990: Kyoto-Preis
- 1991: Gairdner Foundation International Award
- 1994: Max-Delbrück-Medaille
- 2000: Albert Lasker Special Achievement Award
- 2002: March of Dimes Prize in Developmental Biology
- 2002: Nobelpreis für Physiologie oder Medizin
- 2009: Großkreuz des Ordens des Infanten Dom Henrique
- 2017: Großer Orden der Aufgehenden Sonne am Band (Japan)[8]

## Publikationen (Auswahl)
- BRENNER S, JACOB F, MESELSON M.: An unstable intermediate carrying information from genes to ribosomes for protein synthesis. Nature. 1961 May 13;190:576-581. doi:10.1038/190576a0.